# 今様

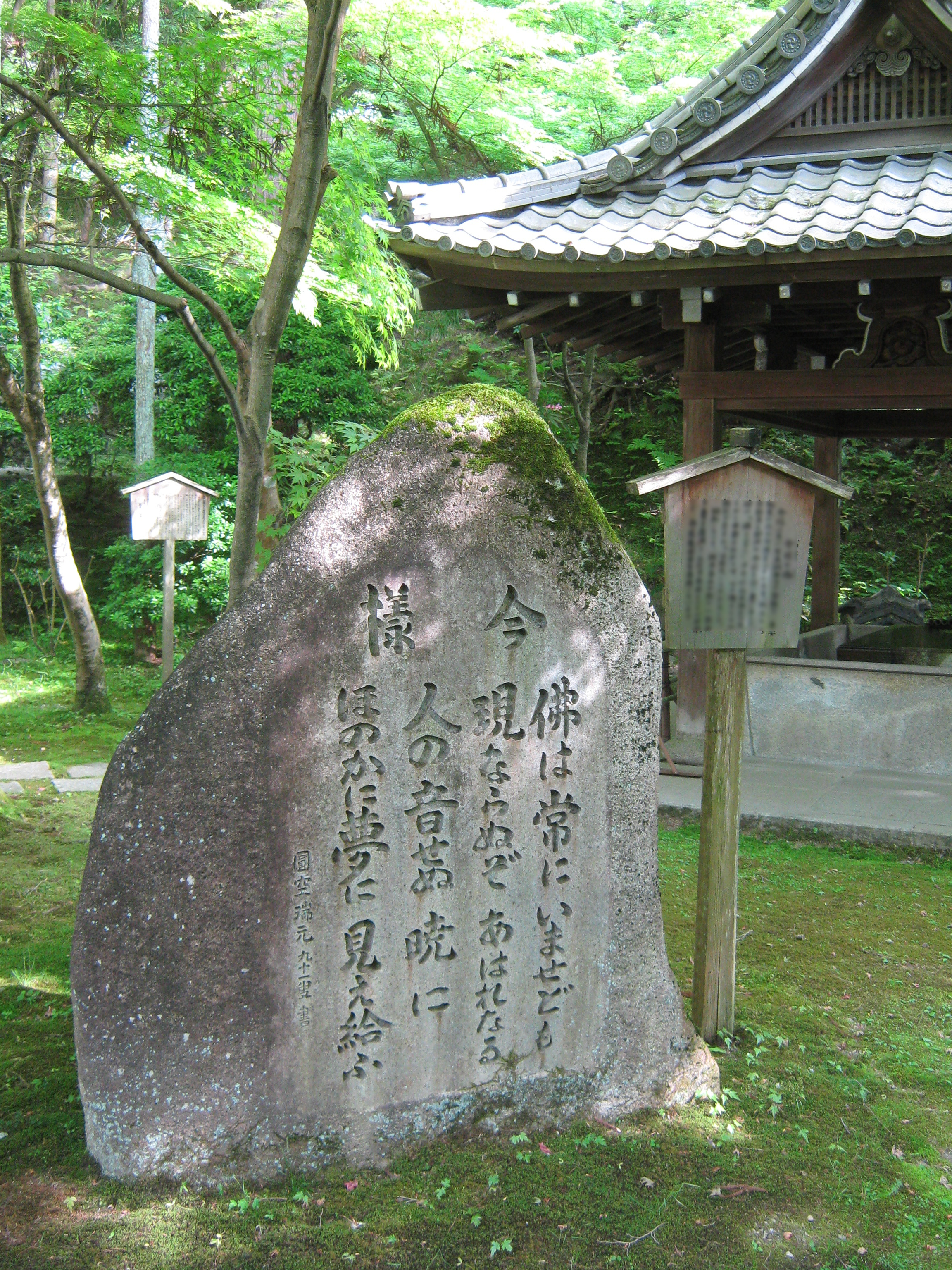
今様の碑、永観堂内、京都市東山区

今様（いまよう）は、日本の歌曲の一形式。今様とは「現代風、現代的」という意味であり、当時の「現代流行歌」という意味の名前であった。

## 概要
平安時代中期に発生、鎌倉時代に流行した。平安時代末期には後白河法皇が愛好し、熱中し過ぎて喉を痛めたことが史書の記録に残されている。また、法皇が編纂した『梁塵秘抄』の一部が現代に伝わっている。
後白河上皇自ら民間の流行歌謡である今様を学んで『梁塵秘抄』を編んだことは、この時代の貴族と庶民の文化との深い関わりをよく示している。今様は当時流行した歌謡であり、この他に古代の歌謡から発達した催馬楽（さいばら）や和漢の名句を吟じる朗詠も流行した。田楽や猿楽などの芸能も、庶民のみならず貴族の間にもおおいに流行し、祇園祭などの御霊絵や大寺院の法会などで演じられた。
江戸時代にも、本居宣長、熊沢蕃山、清水浜臣らの主に国学者による作品があり、その後も、黒川真頼、小杉榲邨らに作が見える。さらに明治時代初期の新体詩の詩人によって継承された。
歌詞が、7、5、7、5、7、5、7、5で1コーラスを構成するのが特徴で、様々な歌詞が生み出された。
曲の方も、後述の越天楽今様（シラブル型）の他に各種作られ、長生殿のようなメリスマ型の曲や、山田耕筰が独奏チェロへ後期ロマン派風の短調のピアノ伴奏をつけた（中部日本放送（CBC）のクロージング（1964年 - 1993年）に使われた）暗い曲調のもの（原曲は箏曲、シラブル型）もあった。近代以降の歌曲にも、『一月一日』、『我は海の子』、『荒城の月』等この形式の曲が多い。『蛍の光』、『リパブリック讃歌』等、外国曲に今様形式の歌詞を当てはめたものもある。童謡・唱歌には3/4今様、歌謡曲には5/4今様の形式も多い。

## 『越天楽今様』
中でも有名なのは、『越天楽』のメロディーに歌詞を付けた『越天楽今様』である。雅楽の楽器を伴奏に使う場合のみ、雅楽の謡物に該当する（楽部のレパートリーには入らないが、民間の雅楽団体のレパートリーには入る場合が多い）。特に有名なのは「春のやよいの」で始まる慈鎮和尚の歌詞。この曲に舞を付けたものは「今様舞」と呼ばれ、白拍子装束で舞う。この他にも様々な歌詞が付けられた。これが九州に伝わったものが筑前今様となり、後に黒田節と呼ばれるようになった。近代に作られた神楽である豊栄の舞も、現代版「越天楽今様」・「今様舞」と言って良い。